# Vladímir Borujóvich
Vladímir Grigórievich Borujóvich (Óblast de Vínnitsa, 16 de diciembre de 1920-Sarátov, 22 de septiembre de 2007) fue un historiador soviético y ruso de la Antigüedad, filólogo clásico, traductor de autores antiguos, profesor, Doctor en Historia (1967) y catedrático de la Universidad Estatal de Sarátov.

## Biografía
Nació en el seno de una familia numerosa de artesanos. En 1929 se trasladó con sus padres a Leningrado. Trabajó como rectificador en la fábrica «Progreso». Al mismo tiempo, estudió en la escuela nocturna de jóvenes obreros. En 1938 ingresó en la Facultad de Historia de la Universidad de Leningrado, donde estudió historia del mundo antiguo y lenguas clásicas.
Participó en la Gran Guerra Patria desde 1941. Artillero-conductor del tanque T-34, Borujóvich participó en la defensa de Leningrado y luego, con los combatientes, fue de Leningrado a Viena. Dos veces sufrió quemaduras en el tanque; fue recompensado con condecoraciones militares: Medalla «Al Valor», dos medallas «Al Mérito en Combate», una medalla «Por la Defensa de Leningrado», una medalla «Por la Victoria sobre Alemania en la Gran Guerra Patria 1941-1945».
Tras su desmovilización, regresó a la universidad para estudiar. Estudió en dos facultades a la vez: la Facultad de Historia (Departamento de Historia de la Antigua Grecia y Roma) y la Facultad de Filología (Departamento de Filología Clásica). Sus profesores fueron destacados científicos soviéticos: el académico Iván Tolstói, los profesores Serguéi Kovaliov, especialmente Solomón Lurié, etc.
Tras licenciarse en la Universidad en 1947, comenzó sus estudios de posgrado en el Departamento de Historia de la Antigua Grecia y Roma (supervisor de investigación Serguéi Kovaliov).
En 1950 defendió su tesis doctoral «Isócrates y Teopompo como representantes del publicismo promacedonio». En 1967 defendió en la Universidad de Leningrado su tesis doctoral «Los griegos en Egipto (desde los tiempos más antiguos hasta Alejandro Magno)».
Fue profesor en el Instituto Pedagógico de Múrmansk (1950-1954) y en la Universidad Gorki (1954-1969). Posteriormente dirigió el departamento de Historia del Mundo Antiguo de la Universidad de Sarátov (hasta 1991).

## Actividades científicas
El abanico de intereses académicos de Vladímir Borujóvich: Entre los intereses académicos de Vladímir Borujóvich figuran los griegos en Egipto, la Grecia arcaica y clásica, la tradición escrita antigua y la literatura griega y romana.
Es autor de varios libros sobre historia griega y romana y traducciones de fuentes (Isócrates, Demóstenes, Pseudo-Apolodoro, etc.), numerosos artículos publicados en La Revista de Historia Antigua, Acta Antiqua Academiae Scientiarum Hungaricae, Zeitschrift für Papyrologie und Epigraphik, etc.).
Ha publicado siete monografías, más de 70 artículos, 17 traducciones de autores antiguos y editado 12 colecciones de documentos y artículos científicos.